# 清野井庭神社
清野井庭神社（きよのいばじんじゃ）は、伊勢神宮豊受大神宮（外宮）の摂社。外宮の摂社としては第9位である。

## 概要
三重県伊勢市常磐一丁目1197番地（住居表示では常磐一丁目8番）に鎮座する。同市宮町一丁目の伊勢高柳商店街にある今社が旧社地であるとする説がある。この説が正しいとすれば、清野井庭神社が「大間社東野」にあり、草名伎社が「大間社西」にあったとする『類聚神祇本源』の記述に照らして、草奈伎神社・大間国生神社の位置もずれることになる。この問題に関して『宇治山田市史』では、往古の大間国生神社は江戸時代の同社よりも広い社地を持っていたと考えられるが、清野井庭神社の再興時点での社地を基準に考えてしまったため現社地に鎮座したのであり、今社が式内社の清野井庭神社の本来の社地であるとしている。社地は長方形で面積は1,095m2である。
祭神は草野姫命（かやのひめのみこと）。鎮座地近隣の灌漑用水の神であるが、別説では屋船の神の分霊であるという。『神名帳考證再考』では志等美神社と祭神が同じであるとしている。
鳥居は東向きに立っており、社殿は鳥居から入ってすぐ右手に建つ。神明造の板葺で、写真にあるように玉垣に囲まれている。賽銭箱は置かれていない。

## 歴史

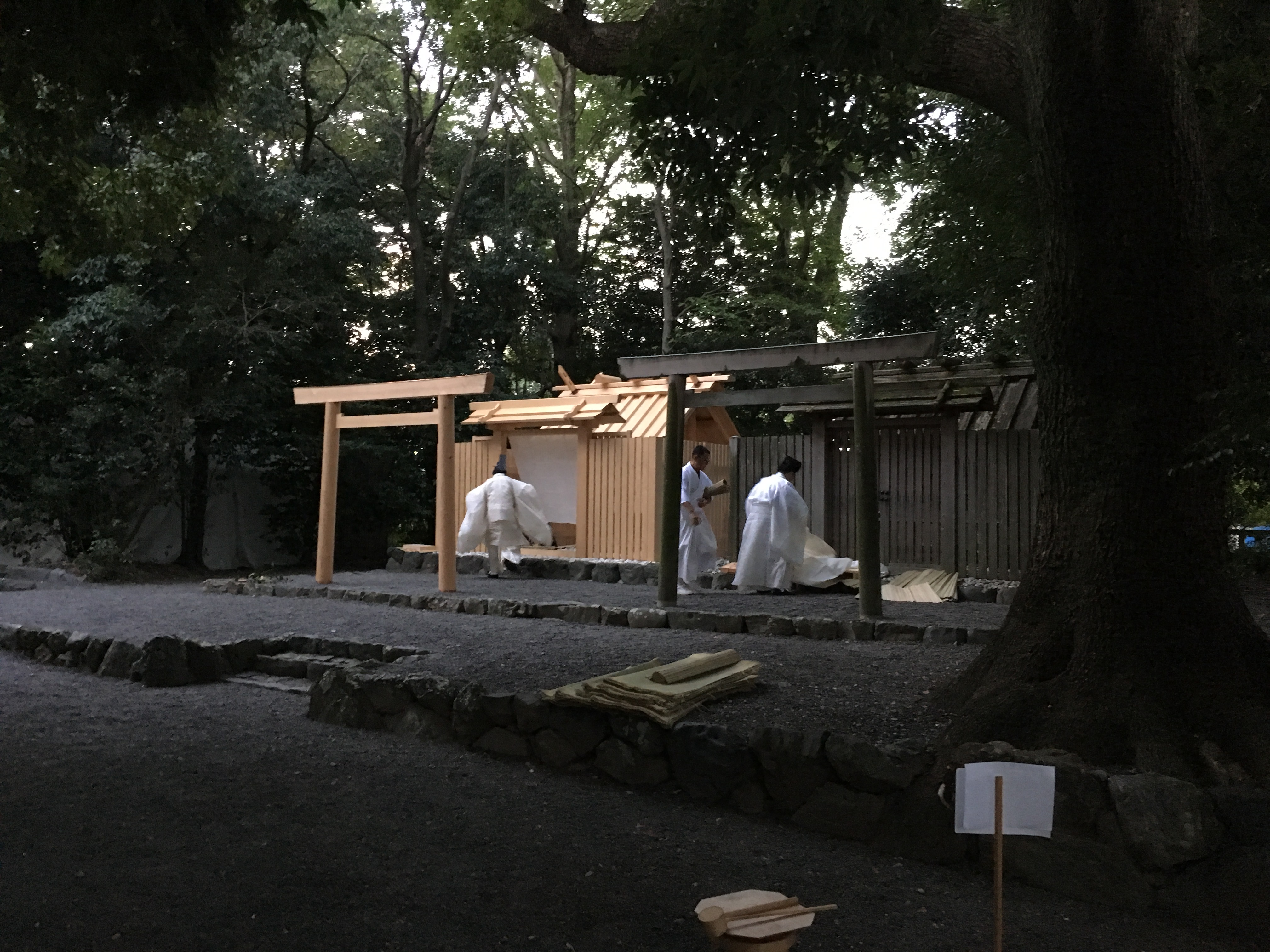
2017年（平成29年）10月11日の遷宮当日の様子。

社名・清野井庭神社の「清野」は鎮座地周辺の原野を指し、「井庭」は井堰を意味する。「井庭」は時代や書物により、「いば」・「いにわ」・「いて」と呼んでいた。
伊勢神宮の摂社の定義より『延喜式神名帳』成立、すなわち延長5年（927年）以前に創建された。また、『止由気宮儀式帳』にも記載があることから延暦23年（804年）以前から存在したことになる。その後中世の末には祭祀が行われなくなり、近世には社地不明となるが、大宮司・河邊精長の尽力により寛文3年6月21日（グレゴリオ暦：1663年7月25日）に現社地で再興された。
第二次世界大戦中の1945年（昭和20年）7月29日、宇治山田空襲により被災する。戦後、鎮座地周辺で区画整理が行われたため、整理前に比べ北側の敷地が縮小し、西側の敷地が拡大した。
1980年（昭和52年）5月10日に建て替えられた。
直近では2017年（平成29年）10月11日に建て替えられた。

## 祭祀
祈年祭（2月）、月次祭（6月・12月）、神嘗祭（10月）、新嘗祭（11月）は、禰宜（ねぎ）が巡回祭典の形で境内にて祭祀を執行し、歳旦祭（1月1日）、元始祭（1月3日）、建国記念祭（2月11日）、天長祭（2月23日）風日祈祭（5月・8月）は遥祀を行う。

## 植物相
境内には高木のエノキ、クスノキのほか中低木のアラカシ、ケヤキが茂る。区画整理で新たに社地となった西側にはサンゴジュが植えられている。

## 交通
公共交通
- JR参宮線 山田上口駅の東南東約300mのところに鎮座する[2]。住宅地の中にあり[6]、北隣に街区公園（旧・児童公園）が、南隣に民家がある[5]。またほど近くに同じく外宮摂社の草奈伎神社・大間国生神社がある[13]。
- 近鉄山田線 宮町駅より徒歩で約5分（約450m）。
- 三重交通バス「宮町」バス停より徒歩で約3分（約300m）。

自家用車
- 伊勢自動車道 伊勢西ICより三重県道32号伊勢磯部線（御木本道路）を北へ約8分（約3.35km）。